# Морс (мифология)
Морс или Летус (лат. Mors, Letus) — это олицетворение смерти, соответствующее греческому богу Танатосу и индуистской богине Маре. Латинское существительное mors, в родительном падеже mortis, означает «смерть» и принадлежит к женскому роду, но дошедшие до нас древнеримские произведения искусства не изображают Смерть, как женщину. Однако латинские поэты связаны грамматическим родом слова. Гораций пишет о pallida Mors, «бледной Смерти», которая в равной степени пробивает себе путь в лачуги бедняков и башни королей. Сенека, для которого Морс тоже бледна, описывает её «нетерпеливые зубы». Тибулл изображает Морса чёрным или темным.
Морс часто представляется аллегорически в более поздней западной литературе и искусстве, особенно в средние века. На изображениях Распятия Христа иногда изображен Морс, стоящий у подножия креста. Противоположность Морса — Вита (лат. Vita, «жизнь»).

## Генеалогия
Морс является потомком Ноксы (Ночи) и братом олицетворённого сна, Сомнуса.

## Римская мифология
Морса часто связывают с Марсом, римским богом войны; Плутоном, богом подземного мира; и Оркусом, богом смерти и карателем лжесвидетелей. Он также может быть обманут или ему могут противостоять.
В одной истории Геркулес боролся с Морсом, чтобы спасти жену своего друга. В других историях Морс показан, как слуга Плутона, заканчивающего жизнь человека после того, как нить его или её жизни была перерезана Парками, а также Меркурия — посланника богов, сопровождающего душу мёртвого человека или тень, вниз к воротам подземного мира.